# Acroterius
Genre
Acroterius est un genre d'araignées aranéomorphes de la famille des Linyphiidae.

## Distribution
Les espèces de ce genre sont endémiques du Yunnan en Chine,.

## Liste des espèces
Selon World Spider Catalog (version 22.0, 09/04/2021) :
- Acroterius absentus Irfan, Bashir & Peng, 2021
- Acroterius brevis Irfan, Bashir & Peng, 2021
- Acroterius camur Irfan, Bashir & Peng, 2021
- Acroterius circinatus Irfan, Bashir & Peng, 2021
- Acroterius hamatus Irfan, Bashir & Peng, 2021
- Acroterius inversus Irfan, Bashir & Peng, 2021
- Acroterius latus Irfan, Bashir & Peng, 2021
- Acroterius longidentatus Irfan, Bashir & Peng, 2021
- Acroterius longimultus Irfan, Bashir & Peng, 2021
- Acroterius longiprojectus Irfan, Bashir & Peng, 2021
- Acroterius ovatus Irfan, Bashir & Peng, 2021
- Acroterius parvus Irfan, Bashir & Peng, 2021

## Publication originale
- Irfan, Bashir & Peng, 2021 : « Acroterius gen. nov. (Araneae: Linyphiidae: Linyphiinae) with twelve new species from Yunnan, China. » European Journal of Taxonomy, no 743, p. 1-53 (texte intégral).